# Ранвиль
Ранви́ль (фр. Ranville) — коммуна во Франции, находится в регионе Нижняя Нормандия. Департамент коммуны — Кальвадос. Входит в состав кантона Кабур. Округ коммуны — Кан.
Код INSEE коммуны — 14530.

## Население
Население коммуны на 2010 год составляло 1633 человека.
| 1962 | 1968 | 1975 | 1982 | 1990 | 1999 | 2010 |
| ---- | ---- | ---- | ---- | ---- | ---- | ---- |
| 883  | 1005 | 1519 | 1690 | 1681 | 1896 | 1633 |

## Экономика
В 2010 году среди 1028 человек трудоспособного возраста (15—64 лет) 675 были экономически активными, 353 — неактивными (показатель активности — 65,7 %, в 1999 году было 68,4 %). Из 675 активных жителей работали 633 человека (330 мужчин и 303 женщины), безработных было 42 (25 мужчин и 17 женщин). Среди 353 неактивных 121 человек были учениками или студентами, 163 — пенсионерами, 69 были неактивными по другим причинам.